# Црква Свете Петке у Чечеву
Црква Свете Петке у Чечеву, месту у општини Зубин Поток на Косову и Метохији, је подигнута 1938. године и представља заштићено непокретно културно добро као споменик културе.
Село Чечево се налази у Ибарском Колашину, на пространој присојној страни шумовите планине Мокра Гора, подно каменитог врха и крша Берим, са 1738. метара надморске висине и пет километара уз чечевску реку од језера Газиводе.
Чечевска црква посвећена Светој Петки, подигнута је на темељима старог храма из 14. века, као једнобродна је грађевина. Стари храм уживао је знатан углед у народу, па су ту одржавани зборови на којима су решавани спорови са Турцима. Западно од храма сачувало се неколико гробова са монументалним надгробним плочама.